# Frampton (album)
Frampton is het vierde studioalbum van de Engelse singer-songwriter Peter Frampton. Na de opnames voor dit album ging hij toeren (Frampton Comes Alive! bestaat uit opnames van deze tour). Het album bereikte de 32ste positie in de Billboard 200 Albums Chart. Van het album werden in de Verenigde Staten meer dan een half miljoen exemplaren verkocht. Het werd op 13 september 1976 door de RIAA gecertificeerd als 'gouden album'.

## Tracklist
Alle muziek en teksten zijn geschreven door Peter Frampton. 
| 1.                 | Day's Dawning                   | 3:55 |
| 2.                 | Show Me the Way                 | 4:02 |
| 3.                 | One More Time                   | 3:19 |
| 4.                 | The Crying Clown                | 4:03 |
| 5.                 | Fanfare                         | 3:28 |
| 6.                 | Nowhere's Too Far (for My Baby) | 4:18 |
| 7.                 | Nassau/Baby, I love your way    | 5:50 |
| 8.                 | Apple of Your Eye               | 3:41 |
| 9.                 | Penny for Your Thoughts         | 1:27 |
| 10.                | (I'll Give You) Money           | 4:34 |
| Totale duur: 38:44 |                                 |      |

## Bezetting
- Peter Frampton - gitaar, piano, orgel, keyboard, zang, talkbox, basgitaar
- Andy Bown - basgitaar
- John Siomos - drums, percussie

#### Gastmuzikanten
- Poli Palmer - vibrafoon op "The Crying Clown"

## Productie
- Producer: Peter Frampton, Chris Kimsey, Ronnie Lane, Andy Knight, Steve Marriott, Phil Ramone
- Engineer: Chris Kimsey, Andy Knight, Bernard Yates, Sue Yates
- Mixing: George Marino, Doug Sax, Arnie Acosta
- Art Direction: Vartan, Roland Young, Junie Osaki
- Photography: Mike Zagaris
- Supervisor: Beth Stempel, Bill Levenson
- Management: Dee Anthony